# Lewannick
Lewannick är en ort och civil parish  i Storbritannien.   Den ligger i grevskapet Cornwall och riksdelen England, i den södra delen av landet, 300 km väster om huvudstaden London. Lewannick ligger 192 meter över havet och antalet invånare är 973.
Terrängen runt Lewannick är huvudsakligen platt, men söderut är den kuperad. Runt Lewannick är det ganska tätbefolkat, med 83 invånare per kvadratkilometer. Närmaste större samhälle är Altarnun, 5,2 km väster om Lewannick. Trakten runt Lewannick består i huvudsak av gräsmarker.